# Estadio Tulio Ospina
El Estadio Tulio Ospina es un estadio de fútbol ubicado en el municipio de Bello al norte del Área metropolitana de Medelllín, Antioquia. Fue inaugurado en 1978 y tiene aforo para 12 000 espectadores.
En este escenario deportivo, ubicado en el barrio Niquía, juega como local el Atlético Bello en la Categoría Primera C del Fútbol Profesional Colombiano, allí se juegan partidos de fútbol aficionado y de la Liga de fútbol de Antioquia. En el año 2014 fue el estadio del equipo Leones F.C. de la categoría Primera B del fútbol colombiano.